# 애스턴 마틴 밴티지 (2018)
애스턴 마틴 밴티지(영어: Aston Martin Vantage)는 애스턴 마틴에서 2018년부터 생산 중인 GT카이다.

## 사양 및 성능

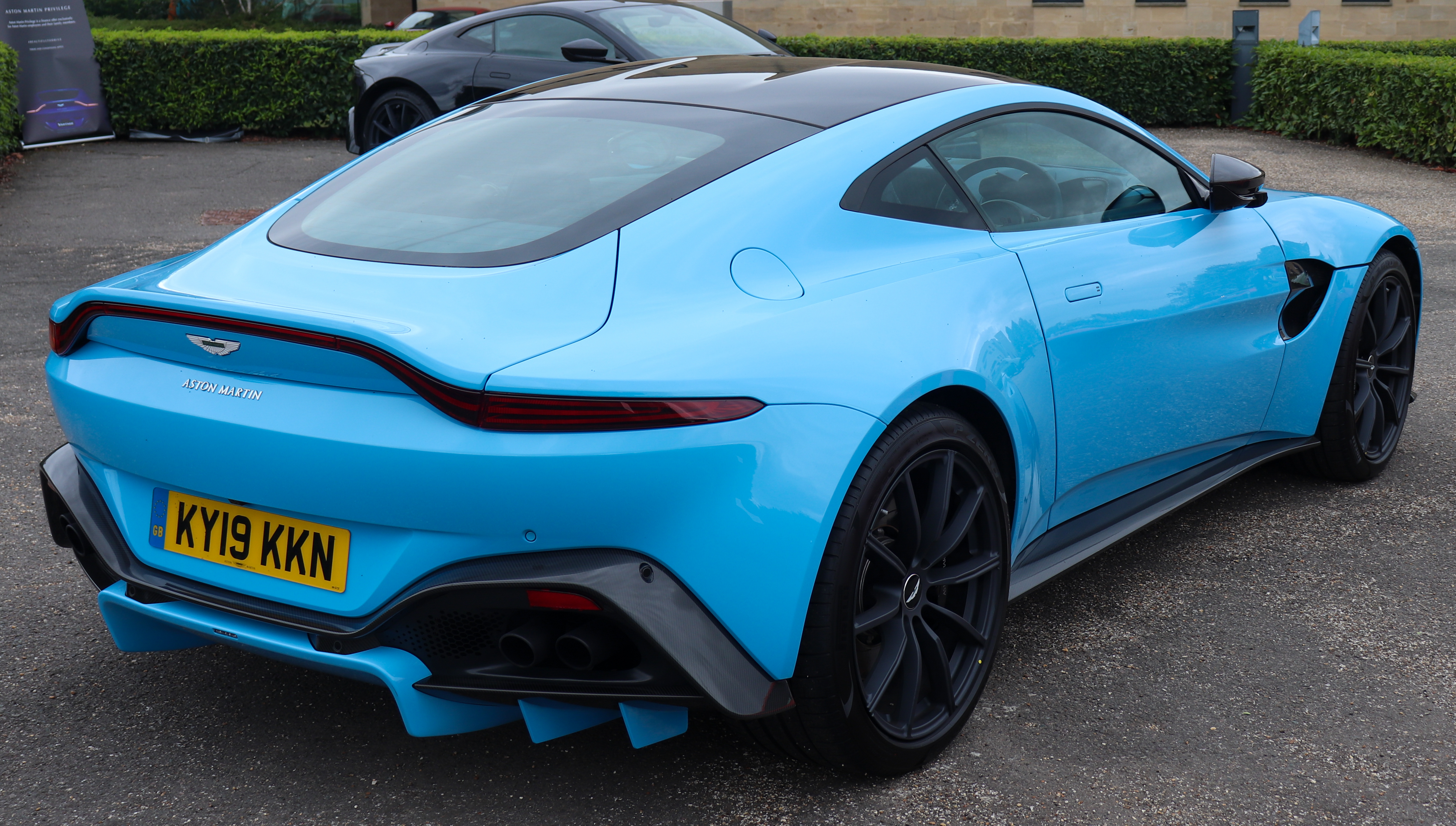
후방

애스턴 마틴 밴티지는 DB11과 동일한 메르세데스-벤츠의 파워 트레인 및 인포테인먼트 기술을 사용한다.이 차량은 토크 벡터링을 사용하여 전자적으로 제어되는 차동 장치를 특징으로 하는 최초의 애스턴 마틴 차종이며, 구성 요소의 약 70%가 고유한 것으로 알려져 있지만 DB11과 동일한 완전히 새로운 본딩 알루미늄 플랫폼을 기반으로 제작되었다.

## 변형 차종

### 애스턴 마틴 밴티지 AMR
밴티지 AMR은 밴티지의 트랙 중심 변형 모델이다.

### 애스턴 마틴 밴티지 로드스터
2020년 2월 패브릭 지붕으로 공개되었다. 지붕은 자동차 자동 컨버터블 시스템 중 가장 빠르다고 주장하며 하강하는 데 6.7초, 상승하는 데 6.8 초가 걸리며 최대 50km/h (31mph)의 속도로 작동할 수 있다.

### 애스턴 마틴 밴티지 GTE

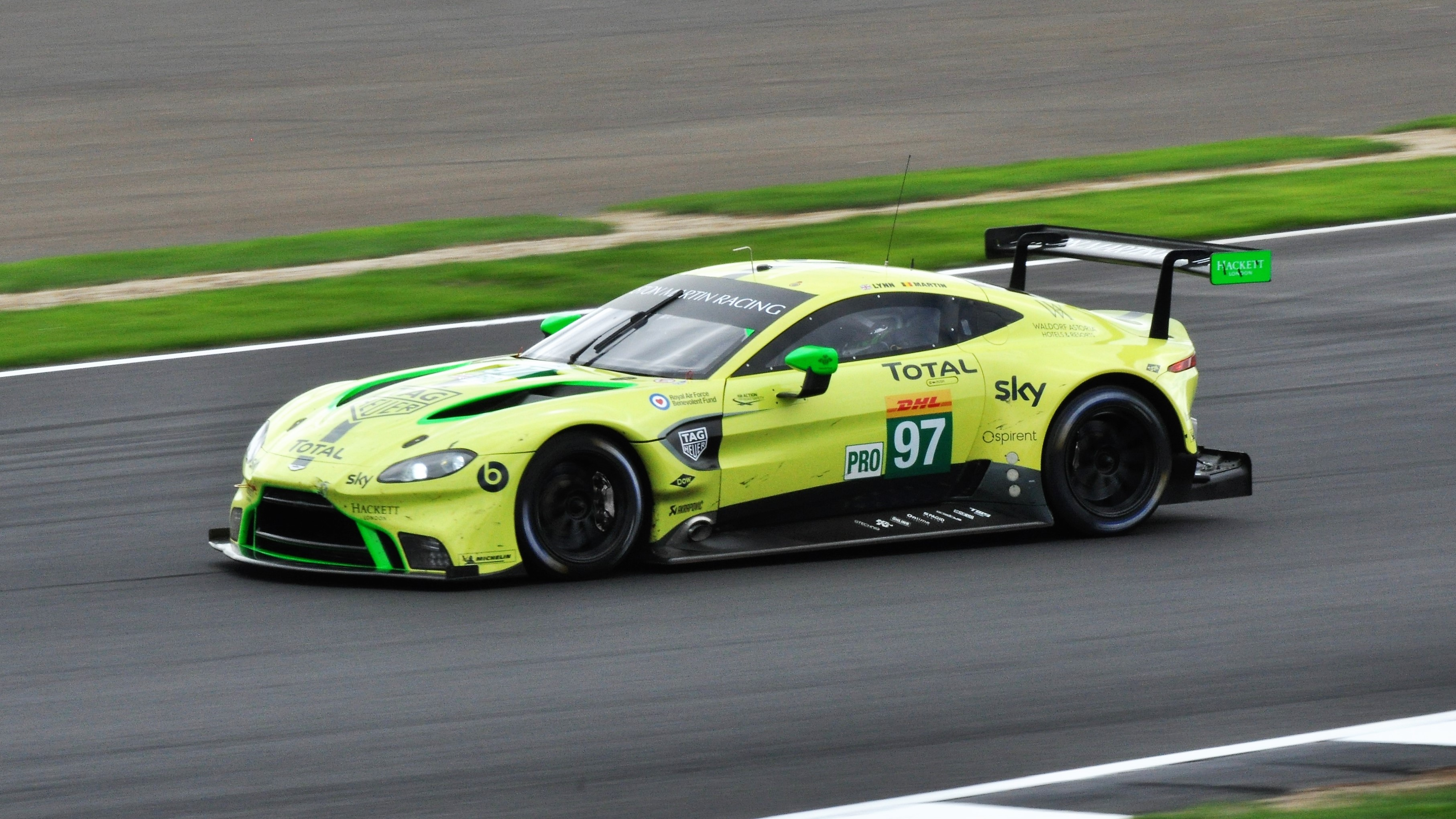

FIA 세계 지구력 챔피언십에서 경쟁하기 위해 제작된 밴티지의 GTE 레이싱 버전이다. 오리지널 모델과 마찬가지로 GTE는 메르세데스-AMG V8 엔진을 사용하지만 6단 Xtrac 시퀀셜 기어 박스와 쌍을 이루고 있다.

### 애스턴 마틴 밴티지 DTM
애스턴 마틴 밴티지 (2018)을 기반으로 제작된 독일 투어링카 마스터즈 차종이다.

### 애스턴 마틴 밴티지 GT3

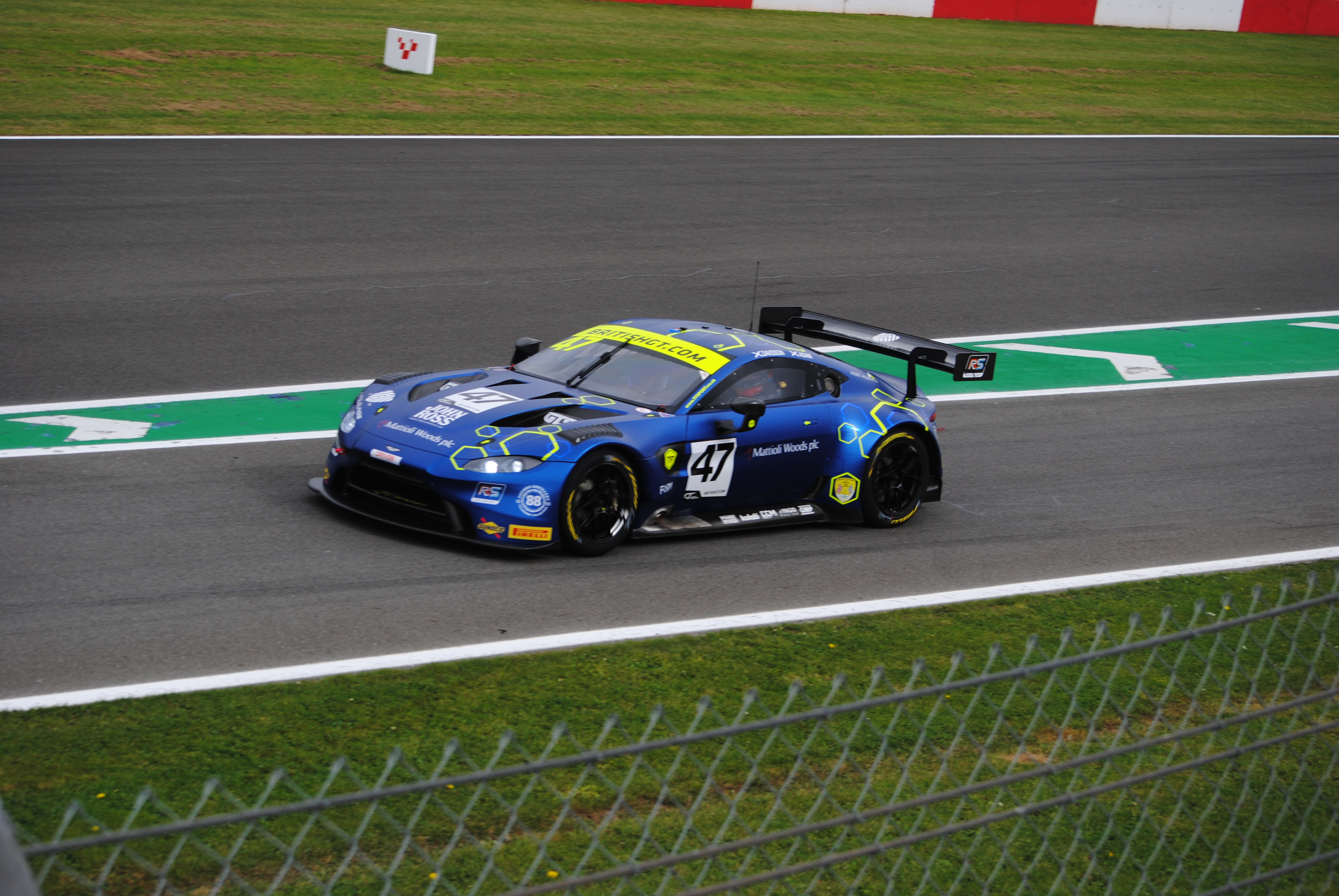

애스턴 마틴 V12 밴티지 GT3의 후속 모델이다. 엔진의 출력은 542 PS (399 kW; 535 hp)이고 516 lb·ft (700 N·m)의 토크를 가지고 있다. 빠른 변속 Xtrac 6단 시퀀셜 기어 박스, 알콘 모터 스포츠 멀티 플레이트 클러치, Öhlins 4 방향조절식 댐퍼, 알콘 브레이크 및 보쉬 잠금 방지 제동 시스템이 특징이다. 전비중량은 1,245 kg (2,745 lb)이다.

### 애스턴 마틴 밴티지 GT4

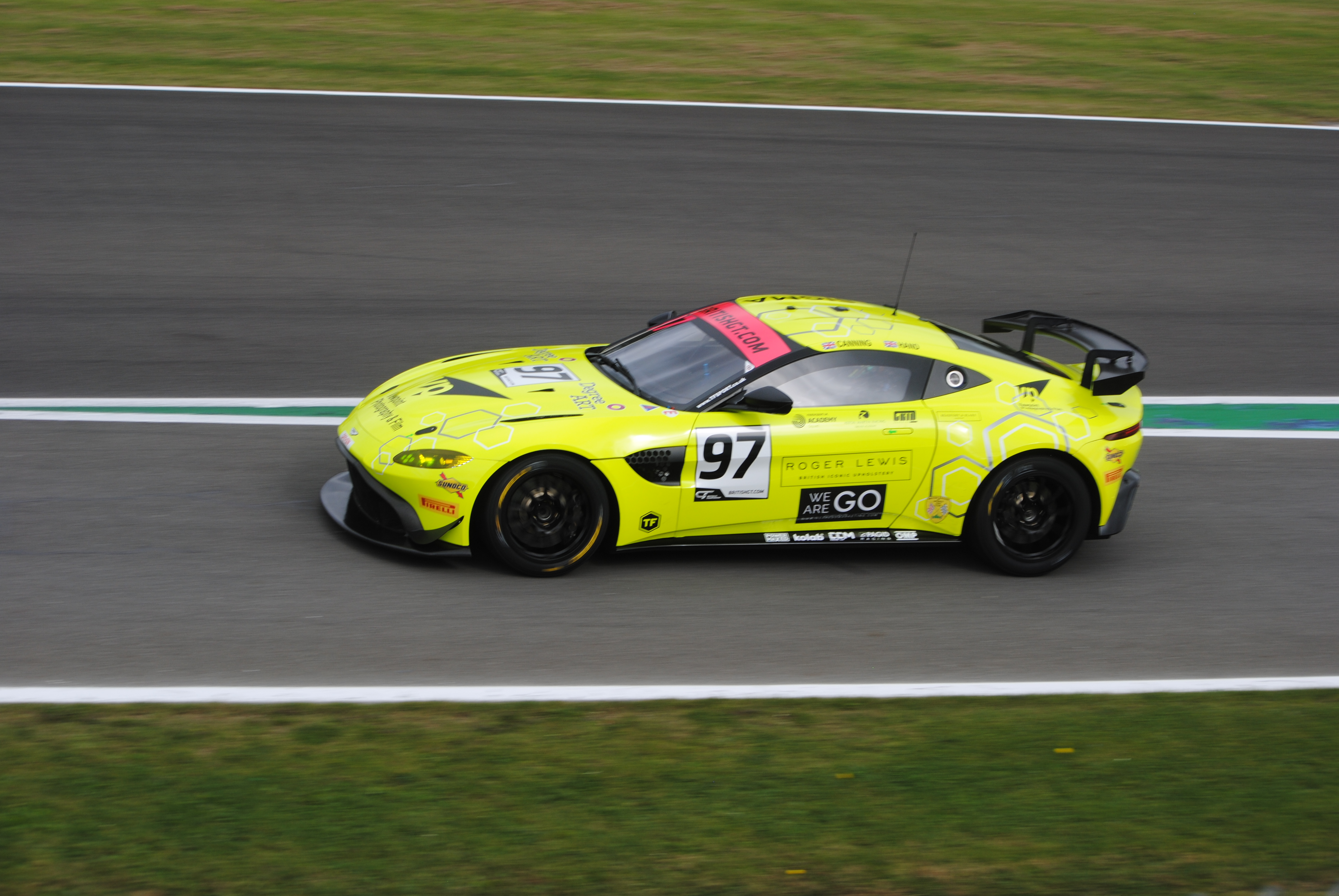

밴티지 GT4는 이전 세대의 GT4를 대체하며 경쟁적인 모터스포츠의 엔트리 레벨 드라이버를 위하여 제작되었다.

## 사진

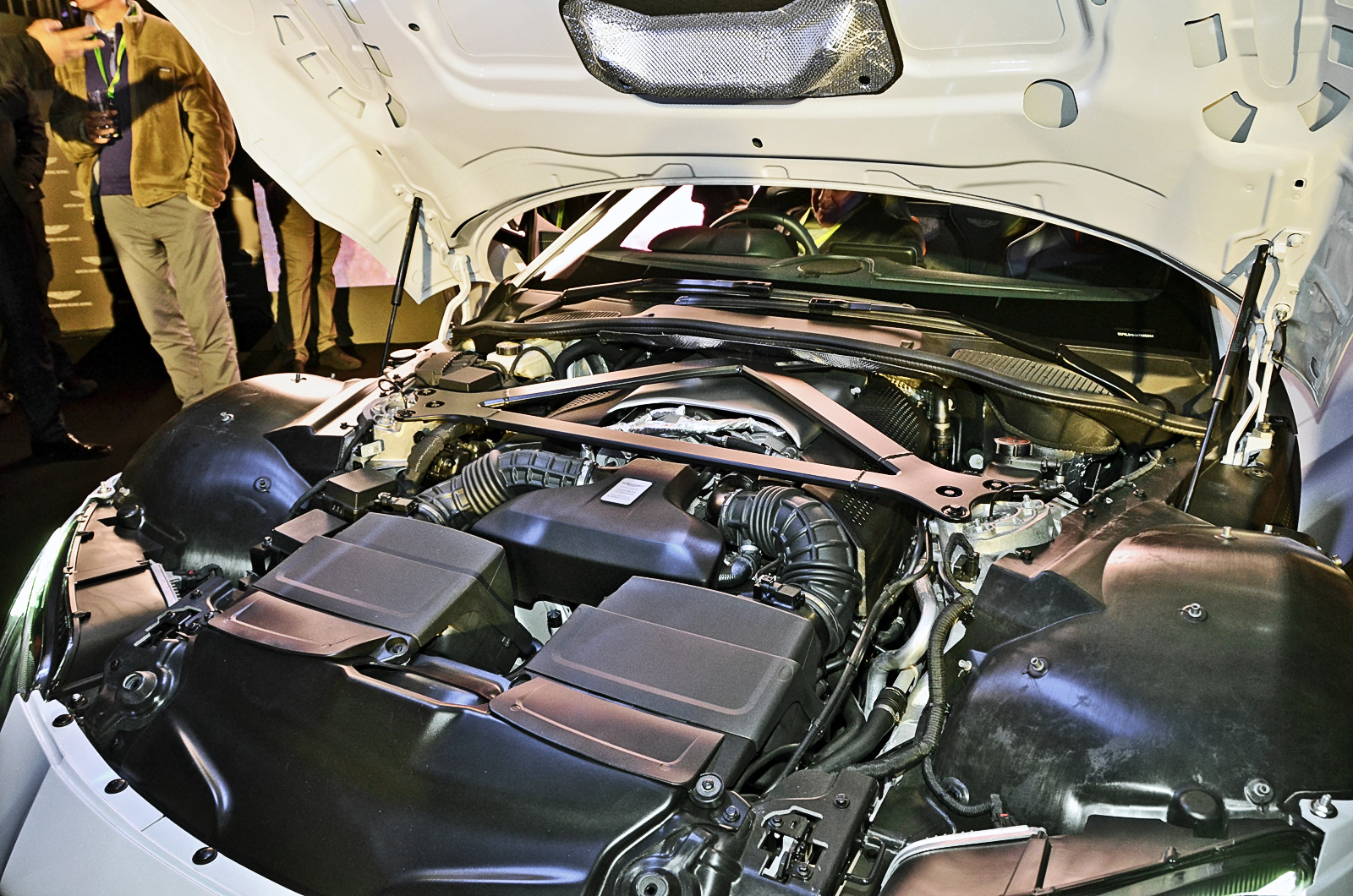
엔진
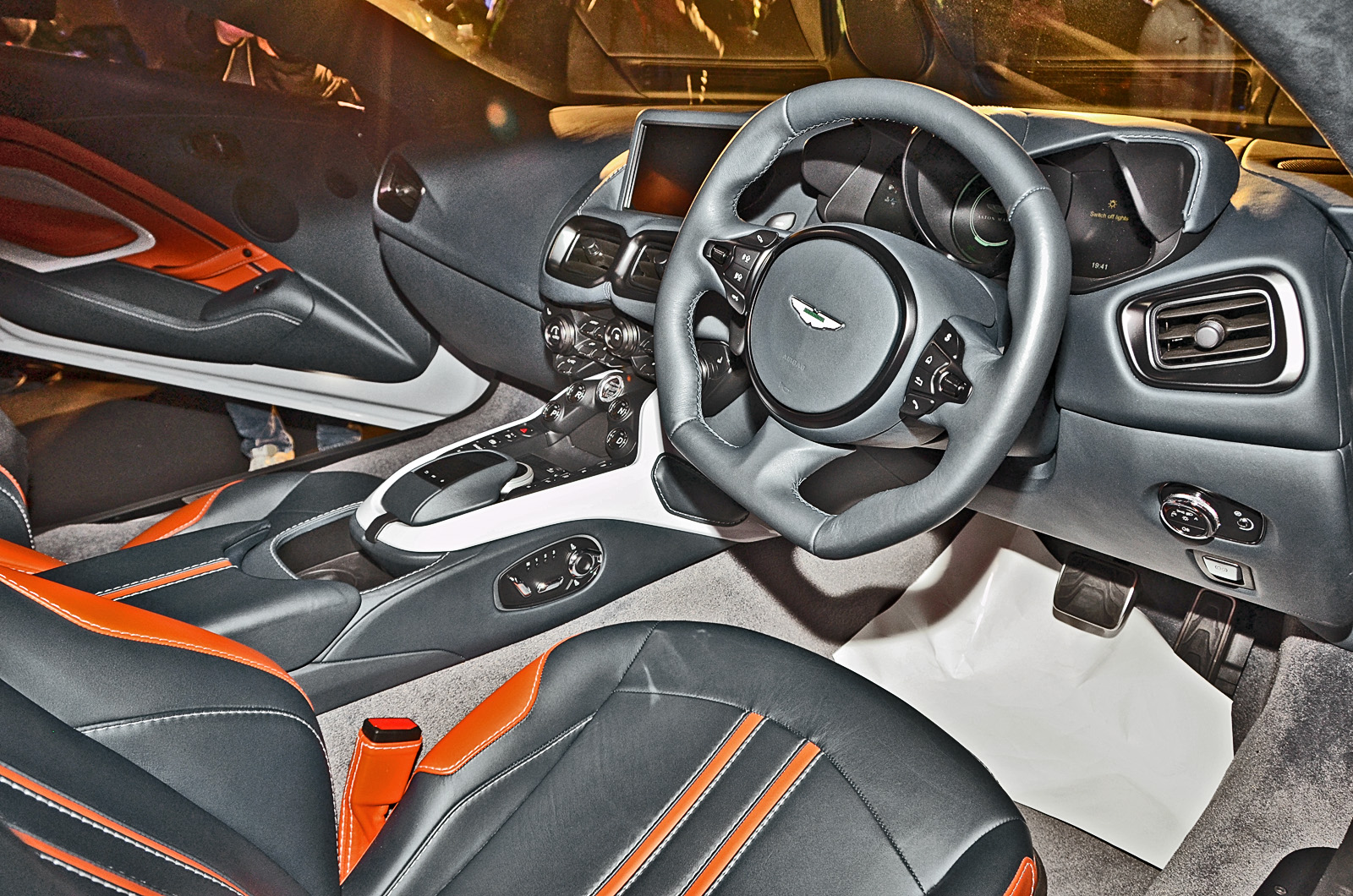
운전석